# Japans stormvogeltje
Het Japans stormvogeltje (Hydrobates matsudairae synoniem: Oceanodroma matsudairae) is een vogel uit de familie der Hydrobatidae (Noordelijke stormvogeltjes). De vogel werd in 1922 door de Japanse vogelkundige Nagamichi Kuroda geldig beschreven. Het is een kwetsbare, endemische vogelsoort die broedt op de Vulkaan-eilanden nabij Japan.

## Kenmerken
Dit stormvogeltje is 24 tot 25 cm lang, heeft een spanwijdte van 46 tot 56 cm en weegt gemiddeld 62 g. Het is een relatief groot stormvogeltje met een lange, gevorkte staart en duidelijke witte vleugelstrepen op de bovenvleugel. Verder is de vogel donker, roetkleurig bruin, vaak nogal donker, bijna zwart op de kop en de nek.

## Verspreiding en leefgebied
Deze soort broedt op één, mogelijk twee, van de kleinere Vulkaan-eilanden, in ieder geval op Minami Iwo Jima en misschien op Kita Iwo Jima. De vogel broedt in holen op vulkaanhellingen. Buiten de broedtijd zwerft deze zeevogel boven volle zee over een groot areaal dat reikt van het zeegebied ten zuiden van Japan, de Indische Archipel tot verder rond de evenaar in de Indische Oceaan tot aan de kustwateren van Oost-Afrika.

## Status
Het Japans stormvogeltje heeft een beperkt broedgebied en daardoor is de kans op uitsterven aanwezig. De grootte van de populatie werd in 2004 door BirdLife International geschat op minimaal 20 duizend volwassen individuen. Het grootste eiland van de vulkaan-eilanden, Iwo Jima raakte tijdens de Tweede Wereldoorlog door militaire aanwezigheid bevolkt met ratten, waardoor het broedgebied daar verloren ging. De populatie die op het kleinste eiland broedt, blijft kwetsbaar en over de aanwezigheid op het andere kleine eiland is (nog) geen zekerheid. Om deze redenen staat deze soort als kwetsbaar op de Rode Lijst van de IUCN.